# 加吕
加吕（法語：Galluis，法語發音：[ɡalɥi]）是法国伊夫林省的一个市镇，属于朗布依埃区。

## 地理
加吕（48°47'44"N, 1°47'37"E）面积4.53 平方千米，位于法国法蘭西島大區伊夫林省，该省份为法国北部内陆省份，北起瓦兹河谷省，西接厄尔省，西南接厄尔-卢瓦省，东南接埃松省，东临上塞纳省。
与加吕接壤的市镇（或旧市镇、城区）包括：布瓦西桑萨瓦尔、格罗鲁夫尔、梅雷、拉克莱西夫林。

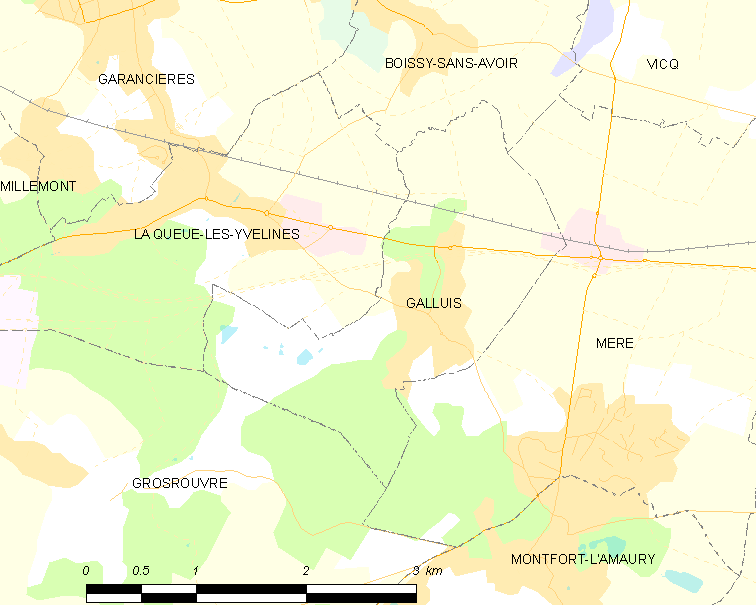
加吕的OSM定位图

加吕的时区为UTC+01:00、UTC+02:00（夏令时）。

## 行政
加吕的邮政编码为78490，INSEE市镇编码为78262。

## 政治
加吕所属的省级选区为欧贝让维尔县。

## 人口

1962-2008年间加吕人口变化图示

加吕于2022年1月1日时的人口数量为1281人。